# 조경아 (1978년)
조경아(趙慶娥, 1978년 11월 5일 ~ )는 대한민국의 SBS 기상 캐스터를 지낸 프리랜서 MC이다.

## 이력
이화여자대학교 장식미술학과에서 패션디자인을 전공했으며, 대학 4학년 때부터 패션 전문 케이블 채널인 동아TV에서 MC, 리포터로 2년 동안 일하였다. 2002년 11월 SBS 기상 캐스터 공채시험에 합격하였고, 이후 《SBS 8 뉴스》, 《출발! 모닝와이드》,《SBS 뉴스퍼레이드》, 《날씨와 생활》에서 기상 캐스터로 활동했다. 2015년 기준으로는 오후 3시 《SBS 뉴스》와 《SBS 나이트라인》에서 날씨를 전하고 있었으나, 2016년 2월 26일 방송을 끝으로 은퇴하였다. 2010년 5월 SBS 기자인 김흥수와 결혼하였다.

## 저서
- 내일은 맑음 (2008년, 마음의숲) (공저), ISBN 978-89-92783-09-5